# Animal (album, Kesha)
Animal je debutové studiové album americké zpěvačky Keshy.

## Seznam písní
| Pořadí | Název                         | Hudba                        | Text                                                                    | Délka |
| ------ | ----------------------------- | ---------------------------- | ----------------------------------------------------------------------- | ----- |
| 1.     | Your Love Is My Drug          | Dr. Luke, Benny Blanco, Ammo | Kesha Sebert, Pepe Sebert, Joshua Coleman                               | 3:06  |
| 2.     | Tik Tok                       | Dr. Luke, Benny Blanco       | K. Sebert, Lukasz Gottwald, Benjamin Levin                              | 3:21  |
| 3.     | Take It Off                   | Dr. Luke                     | K. Sebert, Gottwald, Claude Kelly                                       | 3:35  |
| 4.     | Kiss n Tell                   | Dr. Luke, Max Martin         | K. Sebert, Gottwald, Max Martin, ShellbackGriffin Jr., Caleb McCampbell | 3:27  |
| 5.     | Stephen                       | Gamson, Leiber               | K. Sebert, David Gamson, P. Sebert, Oliver Leiber                       | 3:32  |
| 6.     | Blah Blah Blah (feat. 3OH!3)  | Benny Blanco                 | K. Sebert, Levin, Neon Hitch, Sean Foreman                              | 2:52  |
| 7.     | Hungover                      | Dr. Luke, Max Martin, Ammo   | K. Sebert, Gottwald, Martin, Shellback                                  | 3:52  |
| 8.     | Party at a Rich Dude's House  | Shellback, Benny Blanco      | K. Sebert, Shellback, Levin                                             | 2:55  |
| 9.     | Backstabber                   | David Gamson                 | K. Sebert, Gamson, Marc Nelkin, Jon Ingoldsby                           | 3:06  |
| 10.    | Blind                         | Dr. Luke, Benny Blanco, Ammo | K. Sebert, Gottwald, Levin, Coleman                                     | 3:17  |
| 11.    | Dinosaur                      | Max Martin, Shellback        | K. Sebert, Martin, Shellback                                            | 2:55  |
| 12.    | Dancing with Tears in My Eyes | Dr. Luke, Benny Blanco       | K. Sebert, Gottwald, Levin, Kelly                                       | 3:29  |
| 13.    | Boots & Boys                  | Tom Neville                  | K. Sebert, Tom Neville, Olivia Nervo, Miriam Nervo                      | 2:56  |
| 14.    | Animal                        | Greg Kurstin                 | K. Sebert, Gottwald, Greg Kurstin, P. Sebert                            | 3:57  |

### Bonusy
| Pořadí | Název                           | Hudba                 | Text                                   | Délka |
| ------ | ------------------------------- | --------------------- | -------------------------------------- | ----- |
| 15.    | VIP                             |                       | K. Sebert, Neville, O. Nervo, M. Nervo | 3:31  |
| 16.    | Dirty Picture (feat. Taio Cruz) | Cruz, Fraser T. Smith | Cruz, Fraser T. Smith                  | 3:40  |
| 17.    | C U Next Tuesday                |                       | K. Sebert, David Gamson, Marc Nelkin   | 3:52  |